# Lista hrabstw w stanie Vermont
Lista hrabstw w stanie Vermont obejmuje 14 jednostek administracyjnych.
| Nazwa      | kod FIPS | Siedziba      | Powierzchnia całkowita (km²) | Populacja (2009) | Data powstania | Położenie na mapie |
| ---------- | -------- | ------------- | ---------------------------- | ---------------- | -------------- | ------------------ |
| Addison    | 50 001   | Middlebury    | 2093,49                      | 36 821           | 1785           |                    |
| Bennington | 50 003   | Bennington    | 1755,16                      | 37 125           | 1779           |                    |
| Caledonia  | 50 005   | St. Johnsbury | 1702,97                      | 31 227           | 1792           |                    |
| Chittenden | 50 007   | Burlington    | 1604,86                      | 156 545          | 1787           |                    |
| Essex      | 50 009   | Guildhall     | 1745                         | 6306             | 1792           |                    |
| Franklin   | 50 011   | St. Albans    | 1792,32                      | 47 746           | 1792           |                    |
| Grand Isle | 50 013   | North Hero    | 504,19                       | 6970             | 1802           |                    |
| Lamoille   | 50 015   | Hyde Park     | 1201,11                      | 24 475           | 1835           |                    |
| Orange     | 50 017   | Chelsea       | 1791,6                       | 28 936           | 1781           |                    |
| Orleans    | 50 019   | Newport       | 1867,74                      | 27 231           | 1792           |                    |
| Rutland    | 50 021   | Rutland       | 2446,94                      | 61 642           | 1781           |                    |
| Washington | 50 023   | Montpelier    | 1801,16                      | 59 534           | 1810           |                    |
| Windham    | 50 025   | Newfane       | 2067,12                      | 44 513           | 1779           |                    |
| Windsor    | 50 027   | Woodstock     | 2527,15                      | 56 670           | 1781           |                    |